# Synagogue de Göppingen (1881-1938)

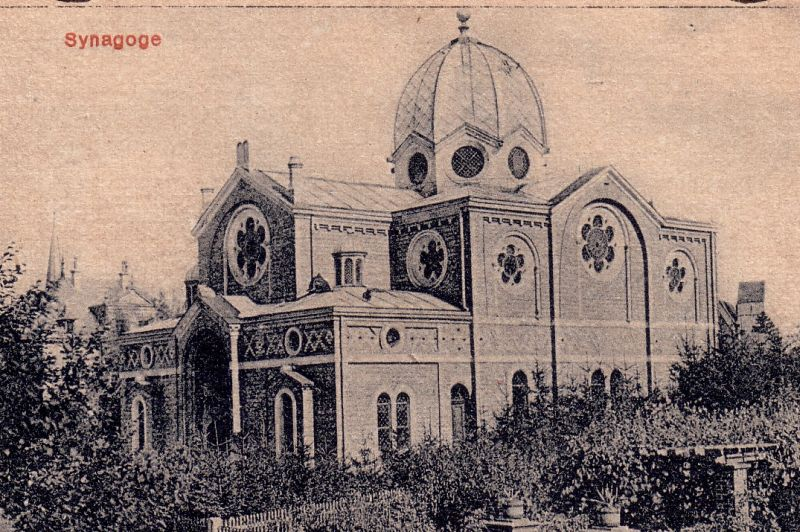
Synagogue de Göppingen vers 1900 d'après une carte postale

La synagogue de Göppingen, inaugurée fin 1881, a été détruite en 1938 lors de la Nuit de Cristal comme la plupart des autres lieux de culte juif en Allemagne.
Göppingen est une ville allemande de l'arrondissement de Göppingen, district de Stuttgart dans le Land de Bade-Wurtemberg, à environ quarante kilomètres à l'est de Stuttgart. Elle compte actuellement près de 58 000 habitants.

## Histoire de la communauté juive

### Le Moyen Âge
Dès le Moyen Âge, des Juifs se sont installés dans la ville de Göppingen de l'Altwürttemberg. On ignore s'ils ont formé une communauté avec leurs propres établissements. En 1349, lors de la peste noire, les Juifs de Göppingen sont massacrés. Ce n'est qu'en 1452, avec l'autorisation du comte Eberhardt le jeune, qu'une famille juive s'installe de nouveau à Göppingen, mais elle sera expulsée peu de temps plus tard. Jusqu'au XIXe siècle, dans tout le Duché de Wurtemberg, les Juifs ont alors l'interdiction de s'installer en ville.

### Les années de croissance: 1850-1933
À partir des années 1850, les Juifs du Wurtemberg peuvent de nouveau s'établir en ville et parmi eux plusieurs manufacturiers provenant de Jebenhausen, bourg situé dans les environs de Göppingen, qui vont implanter à Göppingen des entreprises importantes, principalement dans le textile, dont les plus grandes dépassent les mille ouvriers. Le nombre d'habitants juifs dans la ville va croître rapidement, de deux familles en 1849, à dix familles en 1857 et atteindre 174 habitants quand la communauté est créée en 1857. La majorité des familles viennent de Jebenhausen, les autres principalement de Ludwigsbourg, Laupheim, Lauchheim, Mühlbach in Baden, Neckarsulm et Nordstetten. 
Dès les années 1860, le Wurtemberg et plus particulièrement la ville de Göppingen sont à la pointe dans le domaine de l'égalité politique pour les Juifs en Allemagne. Le journal Allgemeine Zeitung des Judentums du 18 mars 1861, fait état d'une réunion importante tenue dans la ville le 4 mars 1861 : 
« Göppingen le 4 mars: le directeur du ministère de l'Éducation et de la Culture, le conseiller d'état von Rümelin, vient de présenter un projet de loi à la chambre, selon lequel, les droits civiques sont indépendants de la confession religieuse. Ce projet est envoyé à la Commission constitutionnelle…et a été soumis à la signature du gouvernement d'État royal après quelques corrections d'ordre rédactionnel.
 
Nous espérons qu'avec ce jour heureux, le combat pour l'égalité des droits a atteint son but à Göppingen. Nous serions cependant coupables de ne pas dire la vérité, qu'un petit nombre d'hommes remarquables à Stuttgart, silencieusement, ont contribué à la réalisation du cet heureux succès par leur action infatigable et nous nous permettons de citer: Dr Leopold Kaulla et Isidor Jordan son conseiller….
 Même si ce projet de loi apporté par le gouvernement royal ne fait pas encore force de loi, le gouvernement royal a quand même reconnu le principe de l'égalité des droits de toutes les religions et cela doit entrer entièrement en vigueur. »
La communauté continue de grandir, et en 1881, année de l'inauguration de la nouvelle synagogue, le nombre d'habitants juifs à Göppingen est de 242, sur un total de 10 851 habitants, soit 2,2 pour cent de la population. Un Talmud Torah (école religieuse) est adjoint à la synagogue, et le professeur sert en même temps de hazzan (chantre de la synagogue) et de shoret (abatteur rituel). Un cimetière juif ouvre en 1904.  
Depuis 1874, avec la délocalisation du rabbinat de Jebenhausen à Göppingen, la ville devient le siège du rabbinat régional. En 1890, il y a 271 Juifs, en 1900: 325 et en 1910: 311 sur une population totale de 22 373 habitants, soit 1,4 pour cent de la population. À la communauté de Göppingen, sont intégrés les habitants juifs des bourgs voisins, soit en 1924:  4 habitants à Jebenhausen après la dissolution de la communauté, 8 à Süßen, et 25 à Kirchheim unter Teck.
Lors de la Première Guerre mondiale, un total de 92 membres de la communauté juive de Göppingen prennent part à la guerre, dont neuf bénévoles et parmi eux le rabbin Tänzer et son fils Paul. Le plus grand nombre de Juifs est atteint en 1925 avec 351 personnes représentant 1,6 pour cent des 22 017 habitants de la ville. 54 enfants d'âge scolaire reçoivent des cours de religion du professeur Carl Bodenheimer et du rabbin Dr Arnold Tänzer. La communauté est très active et de nombreuses associations caritatives et sociales voient le jour: l' Israelitische Wohlfahrtszentrale (Centrale israélite d'aide sociale), fondée en 1922, avec de 60 à 90 membres est chargée de la santé et de l'éducation de la jeunesse; l' Israelitischer Wohltätigkeitsverein (Association israélite de bienfaisance) fondée en 1876, avec de 85 à 100 membres, chargée de l'aide aux pauvres; l' Israelitischer Unterstützungsverein (Association israélite de soutien), fondée en 1901, avec 70 membres, offre des prêts dans des conditions très avantageuses. Ces trois associations sont dirigées par le rabbin Tänzer de 1924 à 1932. L'  Israelitischer Frauenverein (Association des femmes israélites), fondée en 1881, sous la direction d'Émilie Fleischer en 1924 avec 84 membres, puis de Mathilde Steiner en 1932 avec 95 membres se charge de l'aide aux malheureux;  le Jüdischer Jugendverein (Association de la jeunesse juive) sous la direction d'Heinrich Frankfurter, avec 40 membres, l' Israelitischer Jungfrauenverein (Association des jeunes filles juives) et le Verein Merkuria (Club Mercuria), fondé en 1868 et dirigé à partir de 1924 par Siegmund Frankfurter avec 90 membres sont toutes les trois chargées de la socialisation; En plus, il existe une section locale de la Central-Verein deutscher Staatsbürger jüdischen Glaubens (Association centrale des citoyens allemands de religion juive) sous la présidence de Max Ottenheimer et de le Reichsbund jüdischer Frontsoldaten (Ligue du Reich des soldats juifs du front) sous la direction du docteur Sallinger, représentant les anciens combattants juifs de la Première Guerre mondiale.  

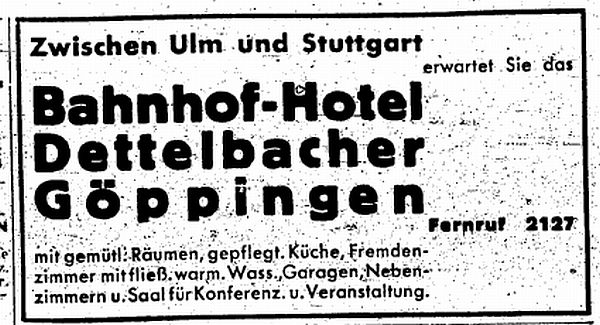
Réclame parue en 1936 dans la revue de la communauté juive, pour le Bahnhof- Hotel, détenu par la famille Dettelbacher. Espaces d'accueil confortables, cuisine soignée, chambres avec eau courante chaude, garages, chambres communicantes et salle pour conférences et réceptions

### La période nazie
La population juive joue un rôle très important dans l'essor économique de Göppingen au cours de la seconde moitié du XIXe siècle. Les Juifs créent et possèdent de nombreuses entreprises industrielles et commerciales. En 1933, à l'arrivée des nazis au pouvoir, de nombreux ateliers et usines textiles, de tissage, d'habillement, de pelleterie, de corsetterie, de chaussures, de linge, sont entre les mains de propriétaires juifs. Ils possèdent aussi une distillerie, une usine de produits chimiques, un atelier de reliure, un négoce de bestiaux, une société d'importation de thé et de café, l'hôtel de la gare, etc.Plusieurs médecins sont juifs, de même un pharmacien, un dentiste, des avocats. En 1933, on compte 314 Juifs sur une population totale de 23 007 habitants, soit 1,4 pour cent de la population.
Au cours des années suivantes, ce nombre va décroitre, une partie de la population juive fuit l'Allemagne ou s'établit dans d'autres régions, en raison du boycott économique, de la privation des droits civiques et de la répression. Cependant la haine raciale nazie à Göppingen, n'atteint pas le niveau atteint dans d'autres villes, et en 1940, 189 Juifs vivent encore à Göppingen. Néanmoins, les Juifs sont de plus en plus isolés et forcés d'abandonner leurs usines et commerces. Les dernières entreprises appartenant encore à des Juifs sont confisquées en novembre et décembre 1938. En 1936, les enfants juifs ne sont plus admis à l'école publique, et une école élémentaire juive ouvre ses portes. En novembre 1938, lors de la Nuit de Cristal, la synagogue est détruite. Beaucoup d'hommes juifs sont arrêtés et internés pendant plusieurs mois au camp de concentration de Dachau. 
Le 1er décembre 1941, après avoir été rassemblés dans le gymnase de l'école secondaire Schiller, 41 Juifs de Göppingen sont déportés à Riga en Lettonie. Le 26 avril 1942, sept autres personnes sont envoyées à Izbica près de Lublin en Pologne.Le 22 août 1942, ce sont 23 personnes qui sont déportées au camp de concentration de Theresienstadt.  Seuls cinq Juifs de Göppingen survivront à la déportation.        

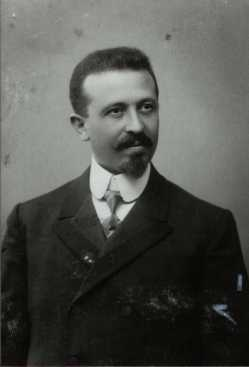
Le Rabbin Tänzer en 1907 lors de son arrivée à Göppingen

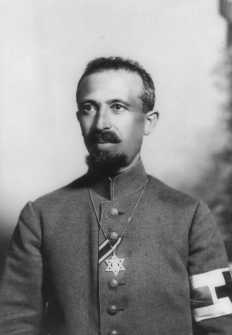
Le Rabbin Tänzer en 1917 servant comme aumônier pendant la Première Guerre mondiale

## Les rabbins de Göppingen
- Max (Manassé) Herz né en 1815 à Kochendorf, mort en 1904 à Göppingen[2]: après des études à Tübingen, il devient en 1844 rabbin de Jebenhausen, puis de Göppingen de 1868 jusqu'en 1894, après le transfert du rabbinat de Jebenhausen à Göppingen.
- Hermann Kroner, né en 1870 à Münster en Westphalie, mort en 1930 à Oberdorf: assistant-rabbin à Göppingen de 1895 à 1897, il est nommé rabbin à Bopfingen (Oberdorf-am-Ipf) de 1897 jusqu'à sa mort.
- Jesajas Straßburger, né en 1871 à Buttenhausen, décédé en 1915: après des études à Tübingen, il est nommé assistant-rabbin à Bopfingen (Oberdorf-am-Ipf) de 1895 à 1897, avant d'être nommé rabbin à Göppingen de 1897 à 1906. Il finit sa carrière comme rabbin à Ulm[3].
- Arnold (Aron) Tänzer, né en 1871 à Pressburg (Bratislava), mort en 1937 à Göppingen: il effectue ses études à Pressburg, Berlin et Berne; Il est nommé rabbin à Hohenems (Autriche) de 1896 à 1905, puis rabbin à Merano de 1905 à 1907. Il est rabbin de Göppingen de 1907 à 1937, et aumônier militaire de 1915 à 1918 pendant la Première Guerre mondiale. Lors de son ministère, il laisse derrière lui de nombreuses traces de son engagement inlassable pour les préoccupations sociales et culturelles de ses coreligionnaires et ses concitoyens. Il est aussi auteur de nombreux ouvrages sur l'histoire locale. Depuis 1921, il est membre d'honneur de l'Association des anciens combattants de Göppingen. 
Engagé volontaire, il reçoit en 1916 des mains de l'empereur d'Autriche la Croix de Chevalier de l'Ordre de François-Joseph, après avoir été déjà décoré de la Croix de fer de 2e classe et la Croix de Chevalier de l'Ordre Royal de Frédéric de Wurtemberg de 1re classe[4].
Le rabbin Tänzer est critiqué par les Juifs orthodoxes pour son progressisme. L'assemblée générale du Württembergischer Landesverband für die Interessen des gesetzestreuen Judentums (Fédération régionale wurtembergeoise pour les intérêts du judaïsme conforme à la loi) écrit dans le journal Frankfurter Israelitisches Familienblatt du 15 septembre 1911 en attaquant Tänzer, que: « Le rituel est une affaire d'ordre privé, mais les principes fondamentaux du judaïsme doivent obligatoirement être conformes à la Torah[5]. »

## Histoire de la synagogue

### Les premiers lieux de prière

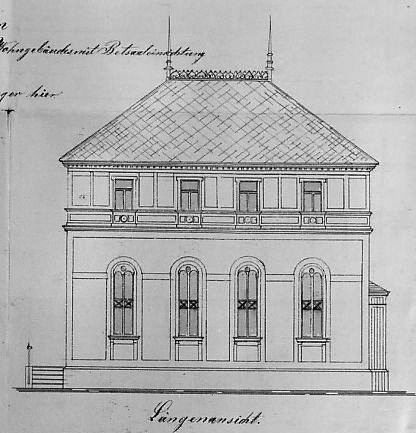
Plan d'élévation de la première synagogue (1872-1881)

Après l'afflux à Göppingen de nombreuses familles juives en provenance de Jebenhausen, celles-ci demandent en mai 1857, au  rabbinat de Jebenhausen, la possibilité d'ouvrir un oratoire à Göppingen dépendant de la synagogue de Jebenhausen, mais leur demande est alors refusée. Elles renouvellent leur demande en mai 1861, assurant que tous les frais seront supportés par elles. Cette fois là leur demande est acceptée, mais l'aménagement d'e l'oratoire sera retardé, en raison de dissensions concernant l'achat d'un bâtiment pour le culte et pour l'école. 
Après la création le 1er juillet 1867 d'une communauté juive indépendante à Göppingen, celle-ci décide le même mois, de transformer deux appartements, situés dans un immeuble se trouvant à l'emplacement actuel de l'immeuble du Schützenstraße 2, en une salle de prière pour la somme de 1 074 florins. Des Sefer Torah (rouleaux de Torah) et d'autres objets de culte, ainsi qu'un harmonium sont achetés ou reçus en don. Le même bâtiment abrite aussi l'appartement du chantre, la salle de réunion du conseil de la synagogue et une salle de classe. Le bâtiment a été démoli en 1897.        
Au bout de quelques années, cette première salle de prière s'avère trop petite pour la communauté grandissante. Une première synagogue est alors installée dans une maison située Pfarrstraße 33, construite l'année précédente. La synagogue est inaugurée à l'automne 1872, le jour de Roch Hachana. Elle possède 55 places assises dans la zone réservée pour les hommes et 45 dans celle pour les femmes, située au rez-de-chaussée, à l'arrière. La galerie est destinée pour les jeunes gens, pour le chœur et pour l'harmonium. Après à peine dix ans, cette synagogue est déjà trop petite. En 1881 le bâtiment est vendu et sera pendant quelques années une salle de prière pour l'Église méthodiste. En 1885, le bâtiment est transformé en appartements et subsiste encore de nos jours.

### La nouvelle synagogue

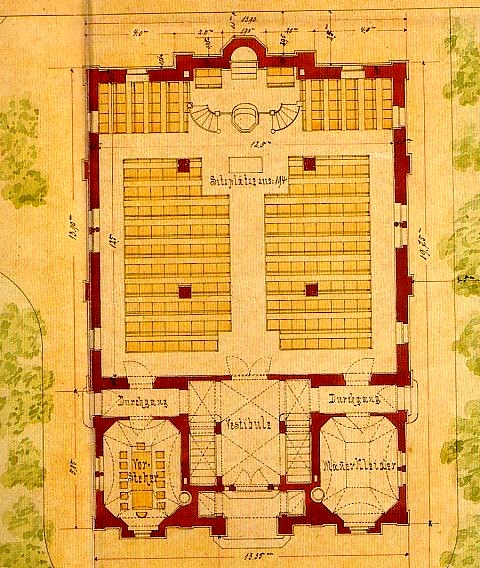
Plan d'architecte de la nouvelle synagogue

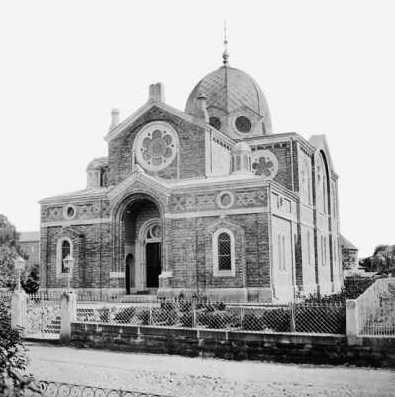
La synagogue lors de son inauguration en 1881

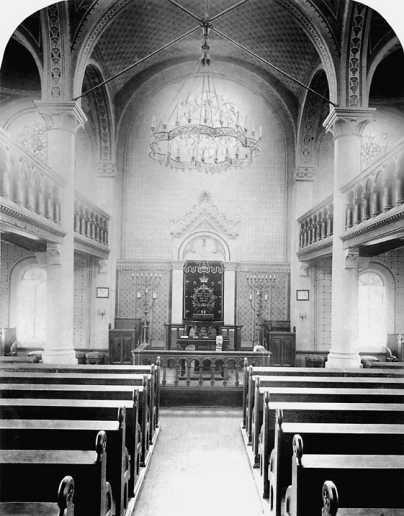
L'intérieur de la synagogue en 1881

Une nouvelle synagogue est construite en 1880-1881 sur une parcelle de la Freihofstraße, acquise à cet effet, depuis 1878. Le premier coup de pelle est donné le 1er mars 1880, et la première pierre est posée le 23 avril. La synagogue est construite suivant les plans de l'architecte Christian Friedrich de Leins, professeur à l'Université Technique de Stuttgart. La construction est supervisée par l'ingénieur Elsässer. La construction s'élève suivant un plan carré. Cette partie carrée, contenant la salle de culte, entourée sur trois côtés par des galeries, est prolongée du côté ouest par une avancée rectangulaire intégrant au rez-de-chaussée, le hall d'entrée, une salle de réunion avec vestiaire, et au premier étage, la tribune de l'orgue.
De l'extérieur, le bâtiment est divisé par des lésènes et des corniches, ainsi que par des fenêtres ouvragées à tracerie; Un pignon transversal suggère un aménagement de l'espace intérieur cruciforme. Au-dessus de la croisée, une haute coupole s'élève sur un tambour octogonal.  Après avoir traversé un petit jardin donnant sur la Freihofstraße, on pénètre dans l'avant-corps de la synagogue par  un porche très haut à arc plein-cintre, surmonté d'un fronton triangulaire. La pièce située au premier étage reprend le même motif et possède une fenêtre circulaire à six lobes pour apporter de la lumière naturelle dans la pièce. Le sommet du pignon est couronné des Tables de la Loi.
Le coût total de construction de la synagogue s'élève à environ 60 000 marks. Au rez-de-chaussée, elle dispose de 136 places pour les hommes et de 40 places supplémentaires pour les jeunes. Dans les galeries à l'étage, 51 places sont réservées pour les hommes et 51 pour les femmes, ce qui fait un ensemble de 278 places assises. L'ensemble possède un style qui se rapproche plus de l'architecture Renaissance que de l'architecture romantique.
L'inauguration de la synagogue se déroule les 16 et 17 septembre 1881.
Le 16 septembre dans l'après-midi, un cortège se forme, partant de l'ancien lieu de prière dans la Pfarrstraße, jusqu'à la nouvelle synagogue. Ce cortège est formé par les enfants de l'école, la chorale, les porteurs des rouleaux de Torah, du rabbin Max Herz et des représentants de la communauté. Viennent ensuite, les invités d'honneur, le comité et le personnel responsables de la construction, les membres de la communauté, et toutes les personnes concernées de la population. L'entrée dans la synagogue se fait au son des psaumes chantés par le chœur, et les rouleaux de Torah sont déposés dans l'Arche sainte. Le rabbin Herz prononce alors un sermon. Parmi les officiels juifs présents, se trouvent le rabbin régional de Stuttgart et membre du consistoire, le Dr Moses von Wassermann, ainsi que le conseiller Adolf Levi. Le 17 septembre après-midi et le soir, se tient un grand banquet à l'auberge Dettelbacher, au cours duquel sont prononcés de nombreux discours de félicitation, ainsi qu'un exposé sur l'histoire des Juifs de Jebenhausen, de Göppingen et des environs.
Cette inauguration est amplement décrite dans les journaux locaux et les revues juives. Le Allgemeine Zeitung des Judentums du 11 octobre 1881, fait remarquer que quatre synagogues sont inaugurées à la même période, celle de Saint-Gall en Suisse, celle de Göppingen dans le Wurttemberg et celles d'Altona (faubourg de Hambourg) et de Schwetz (Świecie) à l'époque en Prusse, maintenant en Pologne. 
Le Göppinger Wochenblatt du 17 septembre 1881 écrit:
« Sur la Nouvelle Rue, la partie la plus belle de la ville, et situé à mi-chemin entre les deux églises des confessions chrétiennes, s'élève depuis quelque temps un bâtiment, dont le style et la coupole s'élevant vers le ciel et visible de loin, permettent de désigner comme une "Maison de Dieu". C'est la nouvelle synagogue de la communauté israélite…
 Au-dessus de l'entrée principale et à d'autres endroits appropriés sont inscrites des inscriptions en hébreu. La salle de la synagogue située au rez-de-chaussée, avec les rangées de sièges, les galeries, l'orgue, ressemble un peu à une église chrétienne, tandis que l'autel, le Saint des Saints, les sièges du rabbin, du chantre et des dirigeants de la communauté, les chandeliers, etc., tous situés sur le côté est, suggèrent le rite mosaïque. La peinture s'accorde parfaitement à l'aménagement intérieur qui forme ainsi un ensemble harmonieux. »
En 1925, la synagogue est entièrement rénovée et modernisée. L'éclairage au gaz existant est remplacé par un éclairage électrique. Des bancs supplémentaires pour les enfants des écoles de la communauté sont rajoutés. La synagogue possède à l'époque onze rouleaux de Torah, dont l'un déposé dans un oratoire à Kirchheim unter Teck, village rattaché à la communauté de Göppingen, neuf Parokhet (rideaux pour l'Arche sainte), 24 parures de Torah, deux chandeliers de Hanoukka, plusieurs paires de Rimonim (ornements de Torah), des verres de kiddouch et plus encore.

## Destruction de la synagogue

### Les ordres venant de la direction de la SA
Le déroulement précis des évènements qui se sont déroulés à Göppingen pendant la Nuit de Cristal, nous est connu par le récit fait par un des membres du commando lors de son jugement en 1949 par la grande chambre correctionnelle du tribunal régional d'Ulm, pour la destruction de la synagogue.
Le 9 novembre n'est pas un jour comme les autres pour les nazis. C'est l'anniversaire du coup d'état avorté d'Hitler à Munich le 9 novembre 1923. Comme chaque année, les SA de Göppingen célèbrent cet anniversaire et en 1938, ils se réunissent dans une salle de la Stadtgarten, une auberge située au bord du Schockensee, un parc de Göppingen. Après le discours du chef du district, les membres des Jeunesses hitlériennes de plus de 18 ans sont accueillis dans le parti. Vers minuit, plusieurs membres des SA ont déjà quitté la réunion. Le Kreisleiter (chef du district), Imanuel Baptist, se trouve chez lui quand il reçoit un appel téléphonique de la direction de la propagande du NSDAP (Parti nazi) pour le Gau de Stuttgart avec le message suivant: « Vom Rath est mort, la rage du peuple a éclaté, dans le pays, les synagogues brulent, les gens de Hanns ont des instructions spéciales ». Les "gens de Hanns" signifie les SA. "Hanns" est le prénom de Hanns Ludin, le général des SA (Obergruppenführer). Cet appel d'Adolf Mauer, le Gaupropagandaleiter  (Chef de la propagande du Gau) de Stuttgart et chef du Bureau régional du ministère de la propagande du Reich, ne contient aucune déclaration claire ou instruction précise. Baptist appelle donc Otto Schraag, l'officier de liaison avec la SA, et lui demande de l'attendre en bas de chez lui en civil puis le Sturmbannführer (commandant) de SA, Friedrich Fenchel, qui habite la ville voisine de Eislingen afin qu'il se joignent à eux devant la maison de Schraag. Compte tenu de l'heure tardive, la discussion se déroule devant la maison afin de ne pas inquiéter la femme de Schraag. Friedrich Fenchel  signale qu'il a reçu un message du bureau de la SA de Geislingen an der Steige, ville située à 17 km à l'est de Göppingen.
Le Brigadeführer (général de brigade) de la SA 56 d'Ulm, Erich Hagenmeyer, a reçu des instructions du Stabsführer (chef-d'état-major) SA du groupe sud-ouest que: «  Toutes les synagogues doivent être immédiatement entièrement incendiées ». Hagenmeyer téléphone donc aussitôt aux unités SA d'Ulm, de Ravensbourg, d'Ochsenhausen, de Tübingen et de Geislingen pour leur transmettre ses ordres. À Geislingen, il contacte la brasserie Kreuz, lieu de rassemblement des SA, et demande à parler au Standartenführer (colonel) Bischof, que l'on va immédiatement chercher. Un témoin affirmera que la discussion entre les deux hommes s'est déroulée très calmement.  Tout de suite après la conversation, Bischof donne comme instruction à tous les membres du parti et tous les membres de la SA présents à la brasserie, d'alerter tous les membres de la SA possibles et de se rendre à Göppingen afin d'incendier la synagogue. Il doit alors être peu avant minuit. Les SA présents chargent un camion avec de la paille prise dans la grange de l'auberge, et avec une voiture privée et deux véhicules de l'unité, foncent vers Göppingen.
Entretemps, les trois hauts fonctionnaires de Göppingen qui s'étaient réunis devant la maison Schraag, ne perdent pas leur temps.  Avec la voiture du Kreisleiter Baptist, ils se rendent à l'entrepôt des pompiers, situé à proximité immédiate de la synagogue et de la maison du rabbin. Là, les tâches sont distribuées: Fenchel et Schraag attendent les SA de Geislingen, tandis que le Kreisleiter Baptist se rend au poste de police pour donner deux directives : les officiers de police en patrouille doivent être localisés et ramenés le plus rapidement possible au poste, et aucun autre officier ne doit quitter le poste. Baptist désire ainsi s'assurer qu'aucun fonctionnaire zélé n'arrête les incendiaires ou ne combatte l'incendie, l'incendie volontaire étant toujours considéré comme un délit sous le régime nazi. Puis Baptist fait débrancher l'alarme incendie, afin qu'aucune alarme ne se déclenche automatiquement dans la caserne des pompiers et dans la maison du commandant des pompiers. Puis Baptist envoie une estafette de la police avertir chez lui le chef de section (Amtsrat) de la police, que dans une demi-heure, la synagogue sera en feu. Puis il avertit de même le sous-préfet (Landrat) Nagel.

### L'incendie de la synagogue
La troupe de SA de Geislingen arrive vers 2 heures à la synagogue dont ils enfoncent la porte. Ils pénètrent dans le bâtiment, répandent la paille sur le tapis roulé et versent dessus de l'essence. La synagogue brûle entièrement, la coupole recouverte de cuivre s'écrase à l'intérieur et seuls restent debout les murs de briques noircis de suie. L'un des premiers à s'apercevoir du feu, est le concierge de l'école voisine. Pendant sa déclaration faite à la police, il dira: «  je suis sorti immédiatement dans la rue et j'ai observé les évènements. Je persiste à penser que si le feu s'était propagé à l'école, cela aurait certainement été très dangereux. Et comme je restais à observer, quatre hommes ont sauté d'une voiture particulière, et l'un d'entre eux m'a dit de disparaitre immédiatement sinon je serais fusillé. Quand Otto Schraag est arrivé, j'ai émis plusieurs objections. »
Le chef des pompiers de service, qui habite le sud de la ville, est contacté et sommé de se rendre au poste de police. En chemin, voyant les lueurs de l'incendie, il envisage d'alerter sa brigade, mais ne le fait pas, et indiquera plus tard dans son procès-verbal: « Ce n'était pas clair pour moi. Quelque chose dans cet événement ne collait pas. »   Arrivé au poste, il demande à parler au sous-préfet Nagel. Après une discussion très animée, on l'autorise à déployer une autopompe pour éviter que l'incendie se propage aux bâtiments voisins, mais avec interdiction formelle d'éteindre le feu qui ravage la synagogue.
Pendant l'incendie 50 à 80 curieux se sont rassemblés. Beaucoup d'entre eux observent le spectacle avec satisfaction. Un des pompiers rapportera les paroles de l'officier de liaison de la SA, Otto Schraag, dire:  « Et bien, ce soir, nous avons fait du bon travail. » Mais il y a eu aussi d'autres réactions comme témoignera un agent de police. Vers 4 heures du matin, le président du Tribunal de première instance, Gebhard Müller, exprime son horreur de l'acte et lui a dit: « Ce n'est quand même pas une façon, ni un procédé d'agir ainsi. » Puis certains SA s'en prennent alors au juge Müller et le menacent jusqu'à ce qu'il quitte la scène. Plus tard, le juge Müller écrira que le commandant des pompiers, Karl Keuler, lui a fait part ouvertement de son dégout pour l'action entreprise par les SA. Müller rédigera un  rapport au parquet et portera des accusations contre cette violation de la paix civile et pour incendie criminel.  Aucune enquête ne sera diligentée et Müller sera muté immédiatement à Stuttgart dans un service écarté. Après guerre, en 1953, Gebhard Müller sera nommé ministre-président du Land de Bade-Wurtemberg.
Les ruines de la synagogue sont dynamitées, et le terrain nivelé. Les quelques Juifs qui vivent encore à Göppingen se rencontrent et prient dans une maison de la Frühlingstraße

### Les suites de l'incendie
Le 11 novembre, le journal local Hohenstaufen publie un commentaire exprimant la position officielle et la justification de la violence. Il reprend à son compte la thèse du ministère de la propagande que le pogrom a été spontané et provient du peuple lui-même. Sous le titre La patience est à bout, le journal écrit:  
« L'énorme colère du peuple allemand à la suite de la mort d'Ernst vom Rath a conduit à des manifestations spontanées contre les Juifs, et dans beaucoup de villes les vitrines des magasins de camelotes juifs ont été détruits par les masses indignées…et aussi plusieurs temples juifs sont partis en fumée…Ces violences sont justifiées comme l'expression de la juste indignation des plus larges couches du peuple allemand. »
Une semaine plus tard, le chef de district Baptist déclare en terme lapidaire, lors d'une réunion de SA de Göppingen-Est: « Nous, en tant que peuple, avons donné la réponse aux conséquences des coups de feu criminels de ce fils du désert, Grynspan. »  Son discours se termine par des menaces réelles contre des personnes non précisées qui trouveraient que cette forme de persécution des Juifs va trop loin.
Le maire Dr Pack dira devant la cour en 1949, qu'il n'a été averti de l'incendie que le matin, et qu'il ignore pourquoi on ne l'a pas mis au courant plus tôt. Il ajoutera qu'il s'est renseigné auprès de l'assurance des communes du Wurtemberg, si celle-ci prenait à sa charge le coût de la démolition des ruines de la synagogue et de l'enlèvement des gravats dont le montant s'élevait à 3 858 Reichsmarks et 85 pfennigs; Cependant, ce n'était pas le cas.
Dans les décombres de la synagogue, on retrouve la pièce de cinq marks or, placée dans une boîte métallique scellée en 1880 dans une pierre cornière, lors de la cérémonie de pose de la première pierre. Cette pièce est remise officiellement par le maire au directeur de la branche régionale de la Reichsbank.
Pour les entreprises de transport de Göppingen, chargées du déblaiement et du transport des ruines de la synagogue, cette affaire profitable s'est terminée lamentablement. Leur contrat prévoit une somme de 4,5 Reichsmarks par camionnage, sous réserve expresse que les pierres, y compris les briques éventuellement réutilisables, soient amenées à une zone à remblayer, située rue du Stade et rue Ulmer, car nul n'est autorisé à tirer profit des biens des Juifs. Malgré les conditions strictes d'attribution du marché, les entreprises de camionnage vendent une partie des briques et des carreaux de sol. Pour déterminer l'étendue de la fraude, qui sera estimée à environ 93 camions, chaque entreprise dut répondre par écrit à un questionnaire:   
« 1/: Avez-vous transporté les pierres à un autre lieu que la zone de remblayage définie par nous? 
 2/:  À qui avez-vous fourni des pierres et en quelle quantité? 
 3/: Combien avez-vous demandé pour cela? 
 4/: Combien avez-vous touché, en détail et en totalité? 
 5/: Avez-vous utilisé des pierres pour votre propre usage, et en quelle quantité? 
 6/: Avez-vous aussi emporté de la ferraille, du cuivre, de l'étain provenant du bâtiment incendié? À qui avez-vous livré ces matériaux et combien avez-vous obtenu pour cela?…
 Quiconque omettra sciemment quelque chose, ou fera une fausse déclaration sera tenu pour coupable.  »
À la suite du questionnaire, 34 acheteurs sont identifiés et eux-mêmes questionnés par écrit sur leurs achats qu'ils doivent restituer.
La ville achète le terrain de la synagogue non pas à se valeur réelle, mais à un prix très modique, pour y réaliser un espace public. Ceci est conforme aux lois raciales nazies qui, à cette époque, interdisent de confisquer ou d'accepter des biens des Juifs. Le ministre de l'intérieur du Wurtemberg rappelle même la loi dans une circulaire envoyée aux maires, dont le Dr Erich Pack de Göppingen, en janvier 1939: « L'acceptation par les municipalités de dons faits par les Juifs est incompatible avec les principes racistes de l'État national-socialiste. »

## Après la Seconde Guerre mondiale

### La recherche des coupables
Les troupes d'occupation américaine vont rechercher les premiers indices concernant l'acte criminel. Leur service de la censure découvre des indices importants dans une correspondance du 20 mai 1946 entre le décanat protestant de Geislingen et la seconde paroisse protestante de Ludwigsbourg. Ce document traite de la réadmission dans l'église de Rudolf Mayer, qui est désigné entre autres comme un des instigateurs de la destruction de la synagogue de Göppingen. Les Américains demandent des informations complémentaires au décanat et apprennent qu'il est de notoriété publique que Rudolf Mayer et un certain Hauf (en fait Kapff) sont les responsables. À l'époque, Mayer se trouve dans un camp d'internement à Ludwigsbourg et Kapff a été condamné à la prison à vie en mai 1946. 
En novembre 1946, le journal Neue Württembergische Zeitung publie un article sous le titre « Un crime a été commis - Qui en sont les auteurs? » qui indique: « Le crime commis à Göppingen reste pour l'instant impuni. Les auteurs, participants et décideurs de l'incendie ne sont toujours pas identifiés ni les coupables condamnés. » En plus, le journal lance un appel pour que tout renseignement pertinent sur le sujet soit fourni à la chambre de dénazification ou à la rédaction du journal.
L'enquête démarre à la suite d'une lettre du comité local de Göppingen de la confédération des syndicats, envoyée à la direction de la police, accompagnée du témoignage d'un habitant d'Eislingen concernant l'incendie. À la suite de quoi, la chambre criminelle dépose une plainte pour suspicion de crime d'incendie d'une synagogue et suspicion de violation de la paix publique. Les policiers de service dans la nuit du 9 au 10 novembre sont alors entendus. Le livre de service du poste de police saisi mentionne à cette date, qu'aucun agent de police ne doit se rendre en patrouille en ville jusqu'à 4 heures du matin. Les policiers confirment à l'unanimité qu'entre 1 heure et 2 heures du matin, des hommes de la SA sont venus au poste de police en disant: « La foule est déchaînée. » Ils auraient plus tard reconnu une action contre les Juifs et que la synagogue devait être détruite ou était déjà en flamme.
L'interrogation des témoins oculaires et des acteurs appelés au fur et à mesure à comparaitre n'apporte que des déclarations en général contradictoires ou lénifiantes. Le sergent Gessner qui dirige une grande partie des interrogatoires, résume ainsi, selon son point de vue les réponses obtenues: « de nombreux témoins ne veulent plus rien savoir » et « tous sont d'accord dans leur désir de ne rien dire qui puisse conduire eux, ou les autres, dans un quelconque embarras. »

### Le procès
Le 29 septembre 1948, le procureur général envoie son acte d'accusation au tribunal correctionnel de la cour de justice d’Ulm. Il renvoie devant la cour 15 personnes sous l’accusation de trouble à la paix publique et incendie criminel. Quatre policiers qui font partie de la liste, sont radiés de cette liste avant le procès, car il n’a pu être prouvé qu’ils ont donné des ordres pour l’arrestation des Juifs ou parce que les accusations portées contre eux ne justifient pas de condamnation.
Erich Hagenmeyer, le ‘’Brigadeführer’’ (général de brigade) de la SA d’Ulm et par la suite député au Reichstag est aussi supprimé de la liste car il a déjà été reconnu coupable de crime contre l'humanité, à savoir, l'incendie de la synagogue de Bad Buchau. Là-bas, comme l'incendie criminel avait échoué la première fois, il était repassé le lendemain à Bad Buchau pour terminer son acte. Convoqué en tant que témoin, Hagenmeyer se comporte de façon arrogante et simulant l’ignorance devant le tribunal, quand on l’interroge sur sa déclaration à la SA de Geislingen. Il déclare :
« Lors de mon appel téléphonique, je n'ai pas exigé que l'on me rende compte de l'exécution de mon ordre. Que les synagogues aient été incendiées, en fait, je ne l'ai appris que peu de temps après les incendies. Plus tard, il m'est venu à l’oreille que la synagogue de Göppingen avait totalement brûlé. Les noms des incendiaires ne me sont pas connus. »
Le verdict de la cour est rendu les 23 et 24 juin 1949. Sur les dix accusés, deux sont acquittés dont l'ancien sous-préfet Nagel. Dans le cas du sous-préfet, les juges ont estimé qu'il ne pouvait entreprendre aucune action de vraiment efficace, lors de la Nuit de Cristal, pour contrer la violence des nervis du NSDAP et de la SA. Toutefois la cour fait remarquer que si ses paroles désapprobatrices, au cours de cette nuit-là, ont joué en faveur de Nagel, il faut aussi constater que de nombreux partisans du mouvement national-socialiste « désapprouvaient ces exactions, mais participaient tout de même parce qu'ils croyaient, malgré leur déception personnelle, en l'idéologie nazie par amour de l'Allemagne, et qu'ils suivaient toujours et partout les explications données par les dirigeants nazis. »
La peine la plus sévère fut pour l'ancien Kreisleiter (chef du district), Imanuel Baptist qui pour les crimes d'atteinte à la paix civile et d'incendie criminel se voit condamner à une peine de deux ans de prison, dont est déduit son année de camp d'internement, et suspension de ses droits civiques pendant trois ans. Sept autres accusés sont reconnus coupables d'atteinte à la paix civile, dont Schraag et Fenchel qui sont condamnés respectivement à douze mois et vingt mois de prison. À l'exception d'un accusé, tous les autres se sont déclarés innocents. Le SA de Geislingen qui a avoué, a clairement répété que: « le but de l'expédition à Göppingen était d'incendier et de détruire par le feu la synagogue. » 
Le ‘’Kreisleiter’’ Baptist a toujours nié, lors des interrogatoires pendant sa garde à vue à Rastatt, toute implication dans les crimes dont on l’accuse: « Je n'ai jamais demandé, ni ouvert une enquête, ni appris comment l'incendie s'est produit et qui en étaient les auteurs. Malgré mon poste, je n'aurais pas été en mesure d'empêcher les auteurs de mettre en œuvre leur plan. Je me sens non coupable, car je ne suis pas impliqué. » Devant la cour, il s'est défendu en affirmant que la nuit en question, il avait pris des mesures préventives afin d'empêcher le pillage par des éléments troubles. C'est pour cette raison qu'il avait récupéré les patrouilles de police et cherché du renfort parmi les rangs du parti nazi. Concernant l'incendie de la synagogue, il a répété plusieurs fois à la cour, qu'il n'avait pas pu l'empêcher, car il n'avait aucun pouvoir sur les SA et que lui-même n'approuvait pas cette action. Mais la cour en a jugé autrement.
L'accusé Schraag a tout nié. Même s'il est certain qu'il connaissait clairement les intentions des SA, la cour n'a jamais pu prouver sa participation directe dans l'incendie de la synagogue ni dans la destruction des vitrines du grand-magasin Lendt et des fenêtres de l'hôtel Dettelbacher. Fenchel, lui, a affirmé à la cour, qu'il ne se trouvait pas dans les parages de la synagogue, mais « errait dans les rues de Göppingen. » Le tribunal n'a donné aucune foi à son témoignage, surtout que plus tard, il s'est vanté, selon plusieurs témoins, d'avoir mis le feu à la synagogue.
La cour n'a pas pu déterminer avec certitude, que Baptist, Schraag et Fenchel étaient les instigateurs de ces crimes. En ce qui concerne l'arrestation de citoyens de confession juive, Schraag, Baptist et quatre autres personnes seront accusés, mais la cour tiendra compte que l'ordre de l'arrestation a été émis par une autorité de l'État, le Reichssicherheitshauptamt (Office central de la sécurité du Reich). Les avocats ont donc plaidé l'acquittement de leurs clients. Avec les remises de peine, Baptist sort de prison le 17 septembre 1950, et récupère la totalité de ses droits civiques à l'été 1954.

### Les réparations
Le tribunal d'Ulm a jugé légalement les auteurs de l'incendie de la synagogue. La municipalité de Göppingen quant à elle doit faire face à la question de savoir si l'acquisition du terrain de la synagogue a été réalisée dans des conditions normales. L'organisation qui prend en charge les intérêts de la communauté juive demande la restitution du terrain de la synagogue, de celui du rabbinat et du cimetière juif dans la Hohenstaufenstraße.
Un contrat de vente a été conclu en juin 1939, et mis à exécution seulement en 1941. Mais la communauté juive de Göppingen n'a eu aucune possibilité de discuter le prix et n'a pu qu'entériner un prix très bas. Le 30 septembre 1949, à Ulm, le médiateur chargé des indemnisations arrive à un compromis entre la ville de Göppingen et la JRSO (Jewish Restitution Successor Organization) basée à New York, qui sera accepté à l'unanimité par le conseil municipal de Göppingen, quelques semaines plus tard. Le contenu essentiel de cet accord prévoit que la ville paiera la somme de 53 000 DM en contrepartie de l'abandon de la demande de restitution des terrains, et de son engagement à conserver et à entretenir en permanence la section juive du cimetière. Dans l'accord, la ville mentionne que le terrain de la synagogue, situé dans le centre-ville, à l'angle sud-est de la Freihofstraße et de la Burgstraße, est actuellement "inhabité" et partiellement utilisé comme jardins ouvriers. Jusqu'en 1971, seul cet espace vide rappelle les évènements survenus en 1938.

## Commémorations et mémoriaux

### Section juive du cimetière
Dès 1945, les restes de nombreux déportés, décédés dans les camps de concentration, sont récupérés et inhumés dans la section juive du cimetière. En 1953, la communauté juive de Wurtemberg-Hohenzollern élève un monument dans le cimetière, pour les victimes de la Shoah. Sur une pierre blanche verticale, entourée de deux vasques, sont gravées en dessous d'une étoile de David, une phrase en allemand:
« Nous nous souvenons de tous les frères et sœurs de la communauté, qui dans les années 1933-1945 ont perdu leur vie et reposent en terre étrangère »
et une phrase en hébreu que l'on peut traduire par: 

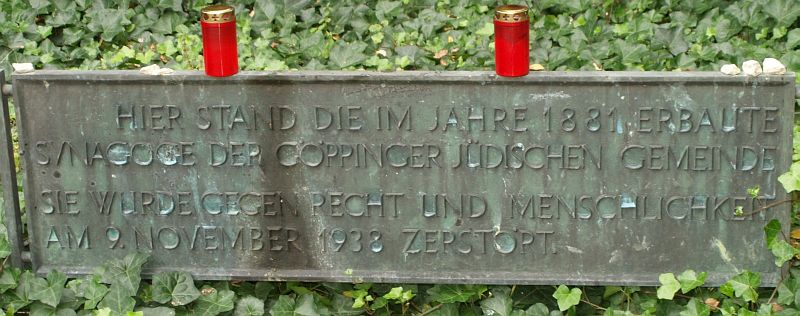
Plaque commémorative érigée à l'emplacement de la synagogue. Photo Hahn - 4-10-2009

« A la mémoire de tous nos frères et sœurs, enfants de la communauté de Göppingen, qui sont morts dans les griffes de la bête sauvage »

### En ville
Le 9 novembre 1963, pour le 25e anniversaire de la Nuit de Cristal, le journal Neue Württembergische Zeitung dans sa section locale publie un article attirant l'attention sur la "date honteuse". Huit ans plus tard, le 31 janvier 1971, cent ans exactement après la naissance à Bratislava du rabbin Tänzer qui officiera dans la synagogue pendant trente années, la ville  installe une plaque commémorative sur le site de l'ancienne synagogue: 
« Ici s'élevait la synagogue de la communauté juive de Göppingen, construite en 1881. Elle a été détruite le 9 novembre 1938, en opposition avec le droit et l'humanité. »
Le 9 novembre 1978, pour le quarantième anniversaire de la Nuit de Cristal, un service commémoratif public, réunissant plus de 700 personnes est célébré sur la place de la synagogue. Lors de cette cérémonie, tous les  partis politiques, l'ensemble du conseil municipal, le clergé des églises chrétiennes, les syndicats, la chambre de commerce et d'industrie, ainsi que les associations de jeunesse sont présents pour écouter le discours commémoratif du Wolfgang Rapp. Il appelle tous les Allemands à faire face à leur histoire et à demander pardon au peuple juif pour leur silence.
Lors du cinquantième anniversaire, en 1988, Inge Auerbach, née à Kippenheim, déportée au camp de concentration de Theresienstadt, et vivant alors à New York, prononce un discours et présente son livre autobiographique Je suis une étoile,.
En novembre 1995, pour le cinquantième anniversaire de la fin de la Seconde Guerre mondiale, le conseil municipal de la ville érige dans l'ancien jardin du château de Göppingen, une pierre de "prise de conscience". Sur ce monolithe, une plaque porte l'inscription suivant:
« Pour les victimes de la tyrannie nazie 1933-1945. Leur souffrance et leur mort nous exhortent à la tolérance et à l'humanité. »
Ce monument célèbre les 92 membres de la communauté juive de Göppingen exterminés dans les camps de concentration, mais aussi les persécutés religieux et politiques, les membres des communautés Sinti et Roms, et ceux de la dénommée Aktion T4 du sanatorium Christophsbad exécutés à Grafeneck et Hadamar.
Pour le soixantième anniversaire de la destruction de la synagogue, l'ancien terrain de la synagogue, demeuré vide, prend le nom officiel de Synagogenplatz.
Depuis janvier 2003, une plaque commémorative, fixée à l'entrée du collège Schiller, rappelle que des Juifs ont été parqués en 1941 dans les locaux du collège avant d'être transférés au camp de Riga en Lettonie.

### Les Stolpersteine
Depuis 2005, 13 Stolpersteine (pierre qui fait trébucher) ou pierre du souvenir, ont été encastrées dans la chaussée devant la dernière demeure de 13 victimes du nazisme. Elles mentionnent le nom, le prénom de la victime et si elles sont connues sa date de naissance et de décès. Parmi les victimes sélectionnées, il y a des Juifs victimes des lois raciales, des opposants au régime, des malades mentaux victimes de l'Aktion T4. Les Stolpersteine ont été lancées par l'artiste Gunter Demnig de Cologne, afin de pouvoir mettre un nom sur les victimes et pour ne pas les oublier. Actuellement plus de 6 000 pierres ont été installées en Allemagne et en Autriche. À Göppingen, des parcours organisés à travers la ville, conduisant d'une pierre à l'autre, et permettant d'évoquer la vie de chaque disparu, attirent de nombreuses personnes.